# Скуратівський Леонід Віталійович
Леоні́д Віта́лійович Скураті́вський (29 квітня 1946, Чеповичі — 17 червня 2007) — вчений-педагог, кандидат педагогічних наук (1992), лінгводидакт, публіцист, автор посібників і підручників з української мови.

## Біографічні дані
Народився 29 квітня 1946 року в селі Чеповичі Житомирської області. Згодом проживав у селі Скурати Малинського району тієї ж області, де виховувався бабусею Софією. 
У 1971 році закінчив українське відділення філологічного факультету Київського державного університету ім. Т. Шевченка. Потім працював учителем української мови і літератури, а згодом — методистом кабінету технічних засобів навчання Міністерства освіти України.
З 1979 року, близько тридцяти років, працював в Інституті педагогіки Національної академії педагогічних наук України. Розпочав наукову діяльність на посаді молодшого наукового співробітника. З 1996 по 2004 рік очолював лабораторію навчання української мови. Після об'єднання лабораторії навчання української мови з лабораторією літературної освіти очолив новостворену лабораторію навчання української мови і літератури.
У 1992 році захистив кандидатську дисертацію. У 1997 році був одним із засновників фахового педагогічного журналу «Українська мова і література в школі» та його редактором.
Був старшим науковим співробітником лабораторії навчання української мови, докторантом Інституту педагогіки НАПНУ.
Помер 17 червня 2007 року після важкої хвороби.

## Наукова робота
До кола наукових інтересів вченого належали питання визначення змісту навчання української мови в основній і старшій загальноосвітній школі, розвивального навчання, формування самостійної пізнавальної діяльності учнів на уроках української мови, духовного розвитку особистості, а також оцінювання навчальних досягнень учнів. В останні роки життя працював над проблемою визначення лінгводидактичних засад мовленнєвого розвитку учнів основної школи.
Автор близько 190 наукових праць, серед яких монографія «Пізнавальні завдання з української мови» (1987), довідник «Українська мова в таблицях» (1993), а також методичні посібники до підручників для 4-го (1996) та 10—11-х класів (1998). Співавтор навчальних програм з української мови (1981—2005), підручників української мови для 4, 5, 6, 7, 8, 9, 10—11-х класів (1984—2005), робочих зошитів «Рідна мова» для 5—7-х класів (1998—2000), збірників переказів із творчими завданнями (2000, 2005), а також збірників і зошитів тестових завдань для тематичного оцінювання навчальних досягнень учнів (2001—2002) та інших навчально-методичних видань.
Учасник і керівник розробки документів у сфері мовної освіти, зокрема: Концепції навчання державної мови в середніх навчальних закладах України (1996, 2002), Державного стандарту освітніх галузей (українська мова) (1997), (мова і література) (2004), критеріїв оцінювання навчальних досягнень учнів 5—11-х класів. Був активним членом спеціалізованої вченої ради із захисту кандидатських дисертацій і робочої вченої ради Інституту педагогіки НАПНУ.

## Нагороди та відзнаки
- Почесна грамота Кабінету Міністрів України — «за значний особистий внесок у розвиток педагогічної освіти»;
- Нагрудний знак «Відмінник освіти України»;
- Нагрудний знак «За наукові досягнення»;
- Почесна грамота Міністерства освіти і науки України;

- Почесна Грамота Національної академії педагогічних наук України[1].